# Cotoneaster frigidus
Cotoneaster frigidus är en rosväxtart som beskrevs av Nathaniel Wallich. Cotoneaster frigidus ingår i släktet oxbär, och familjen rosväxter.

## Underarter
Arten delas in i följande underarter:
- C. f. aldenhamensis
- C. f. vicarii
- C. f. fructuluteo
- C. f. pendulus
- C. f. pendulus
- C. f. affinis

## Bildgalleri

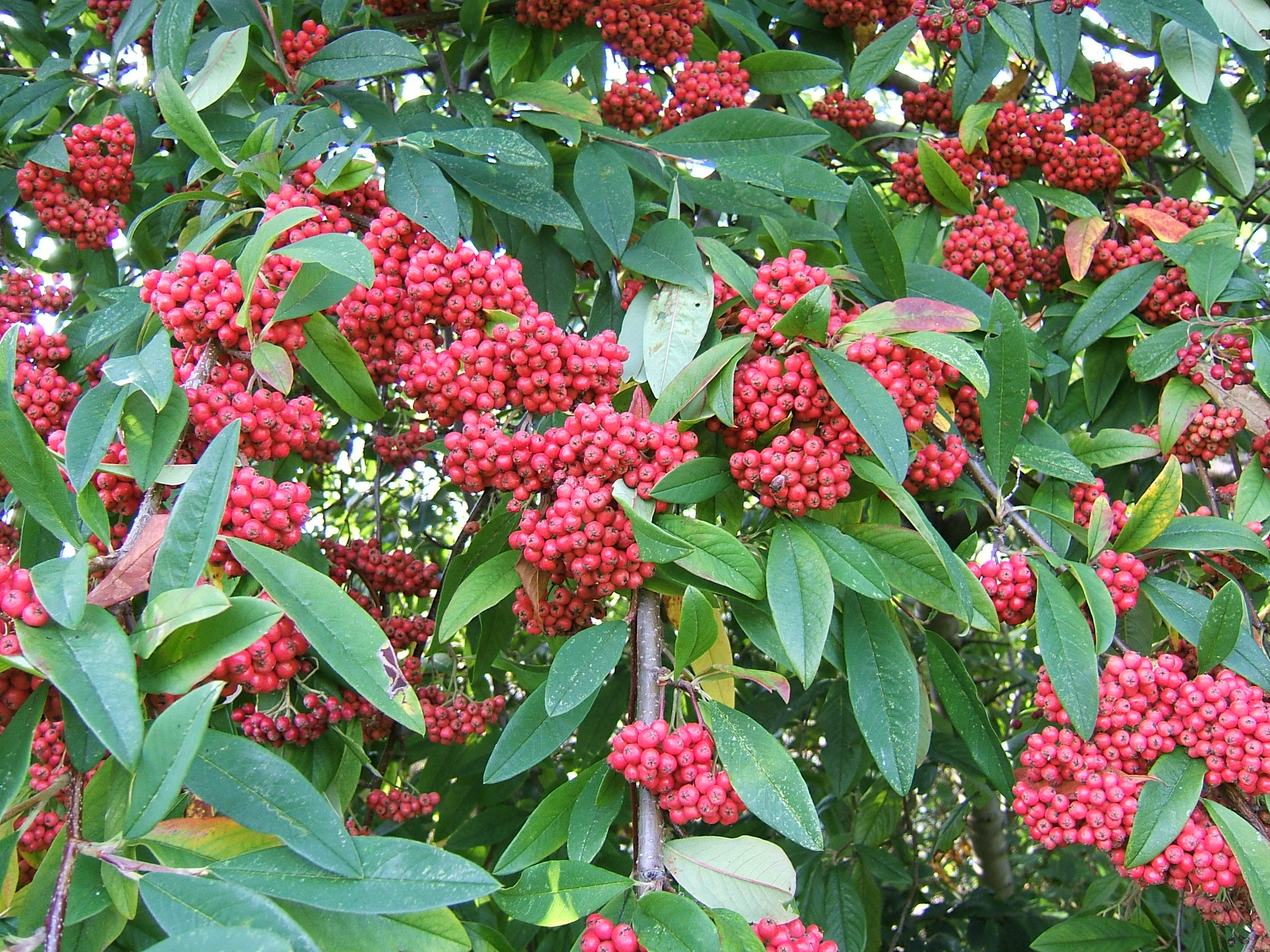
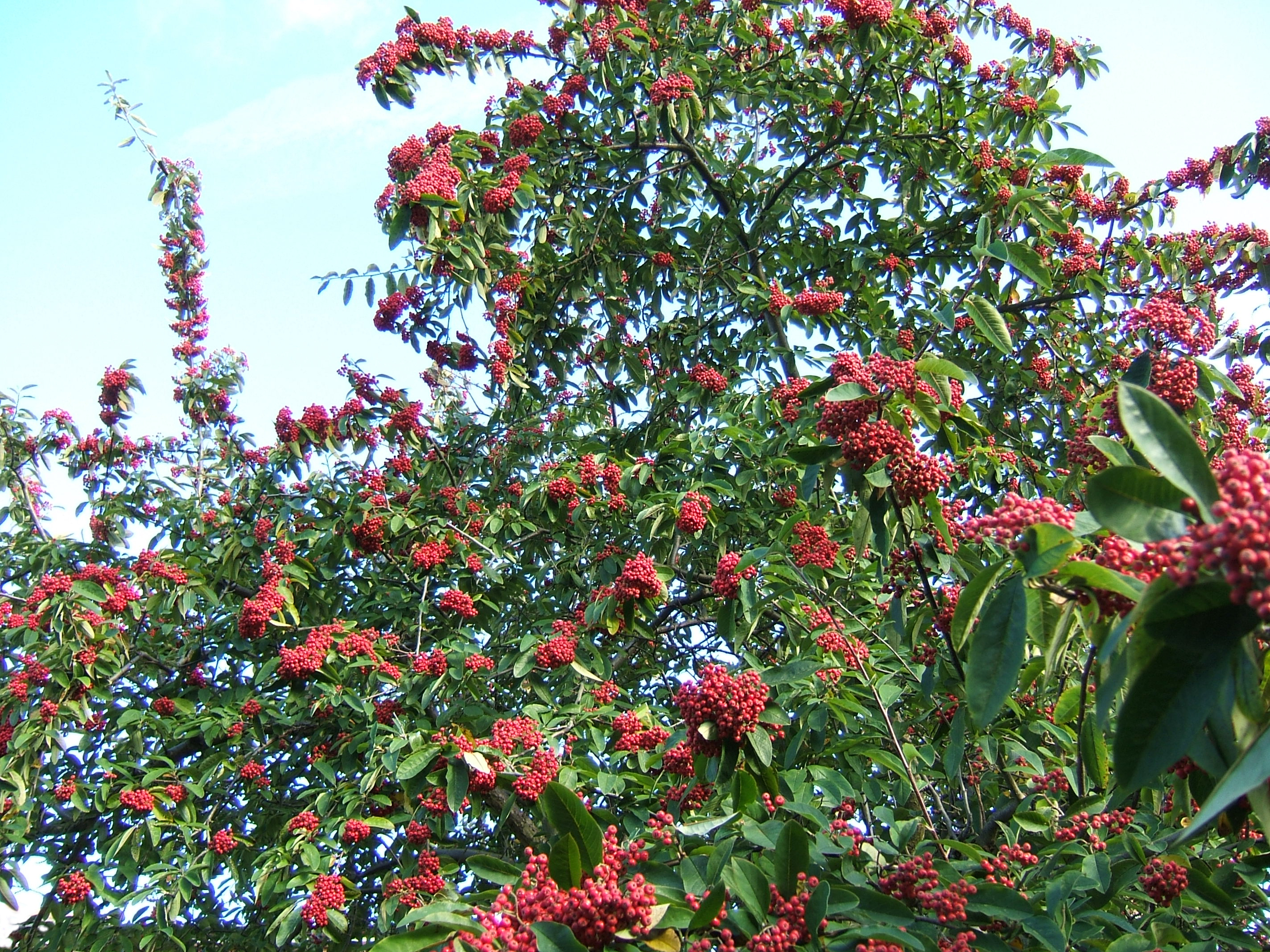
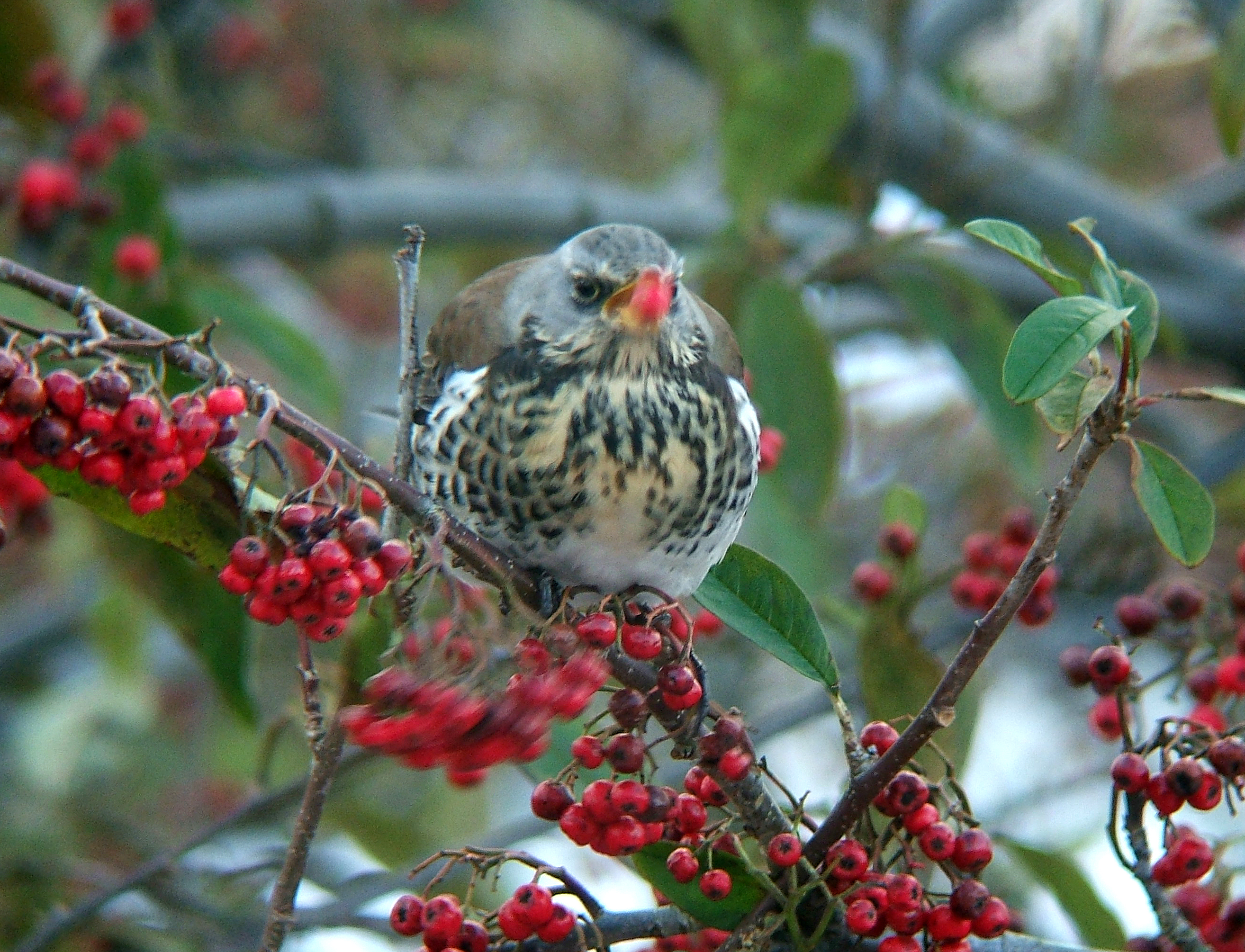
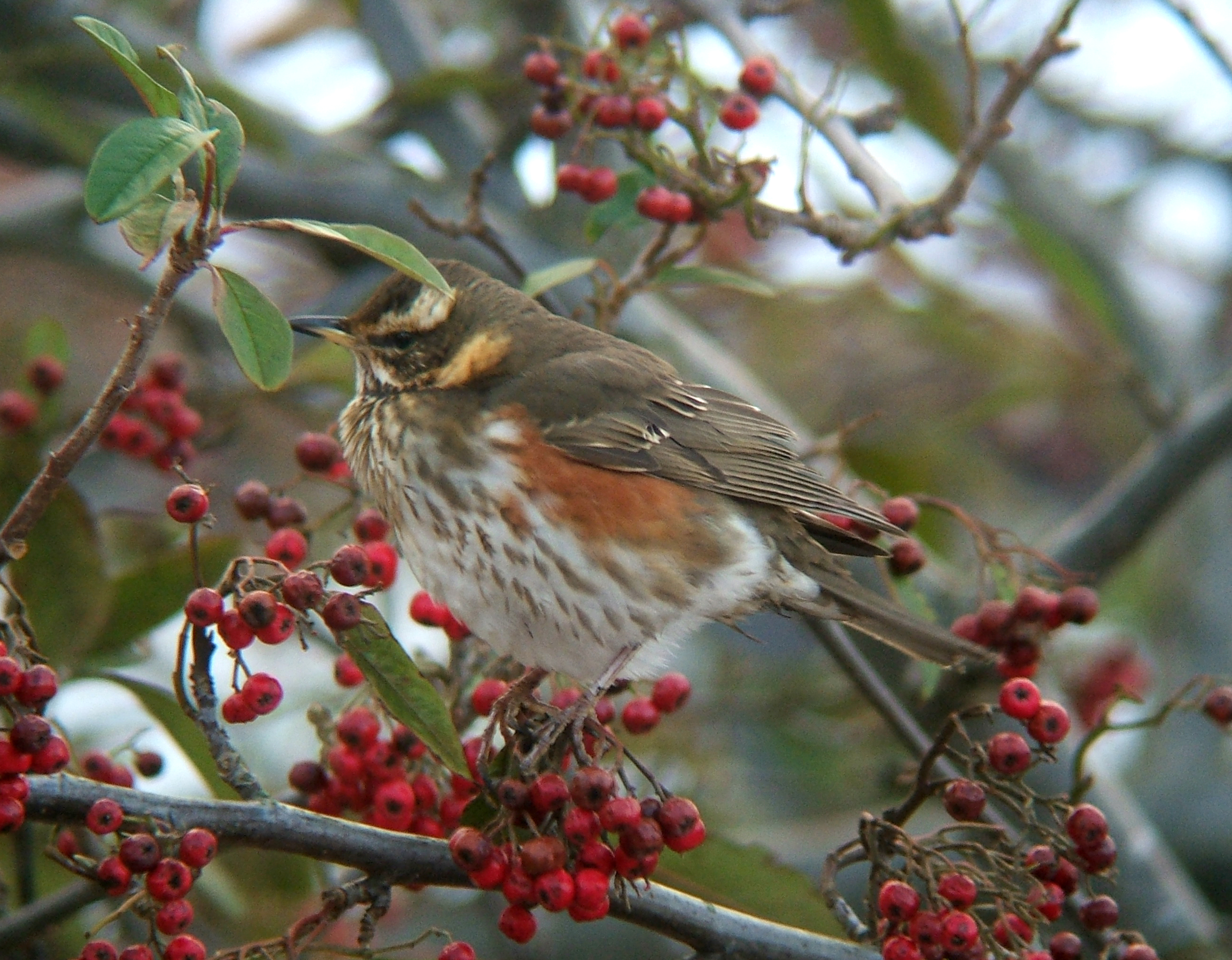
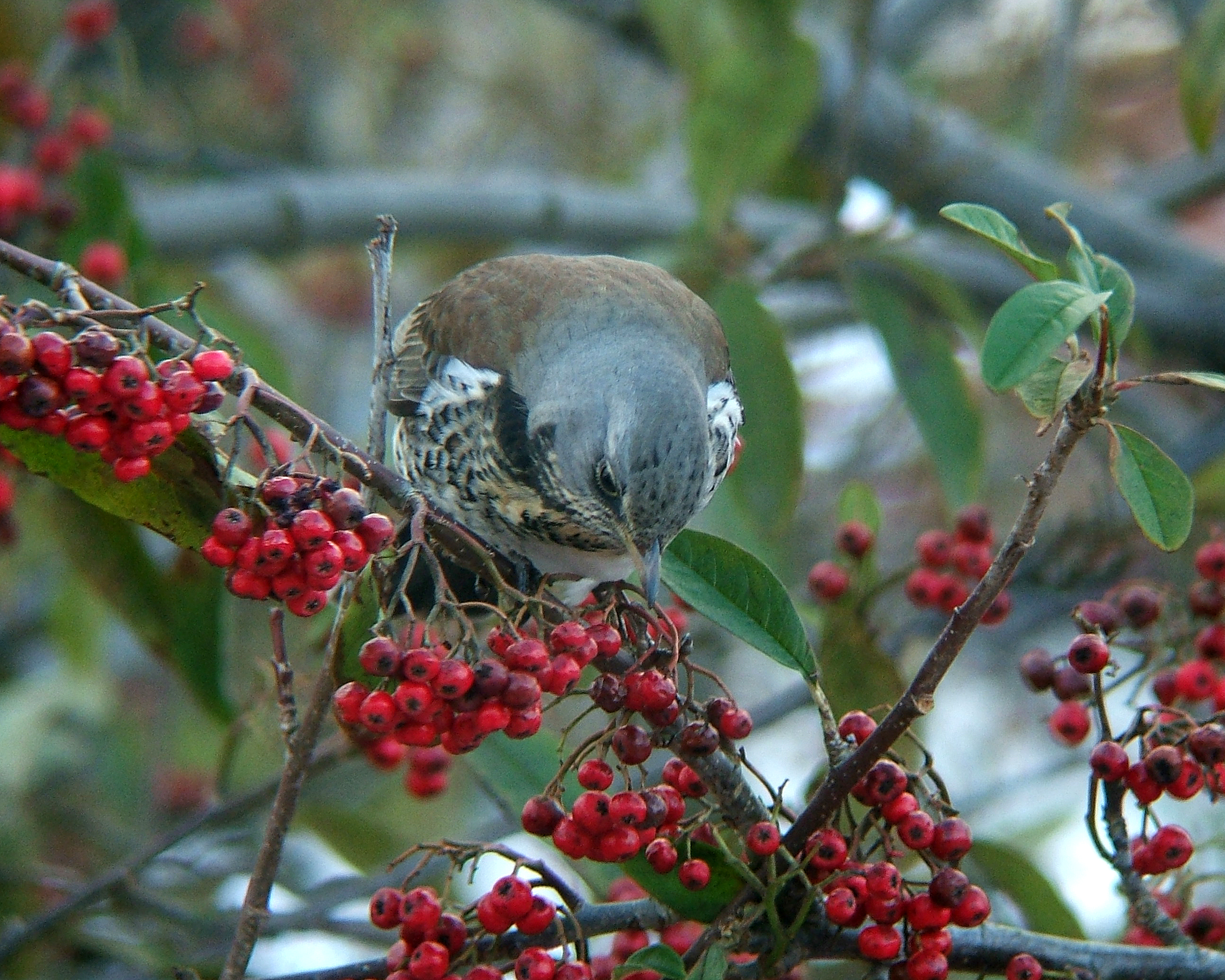
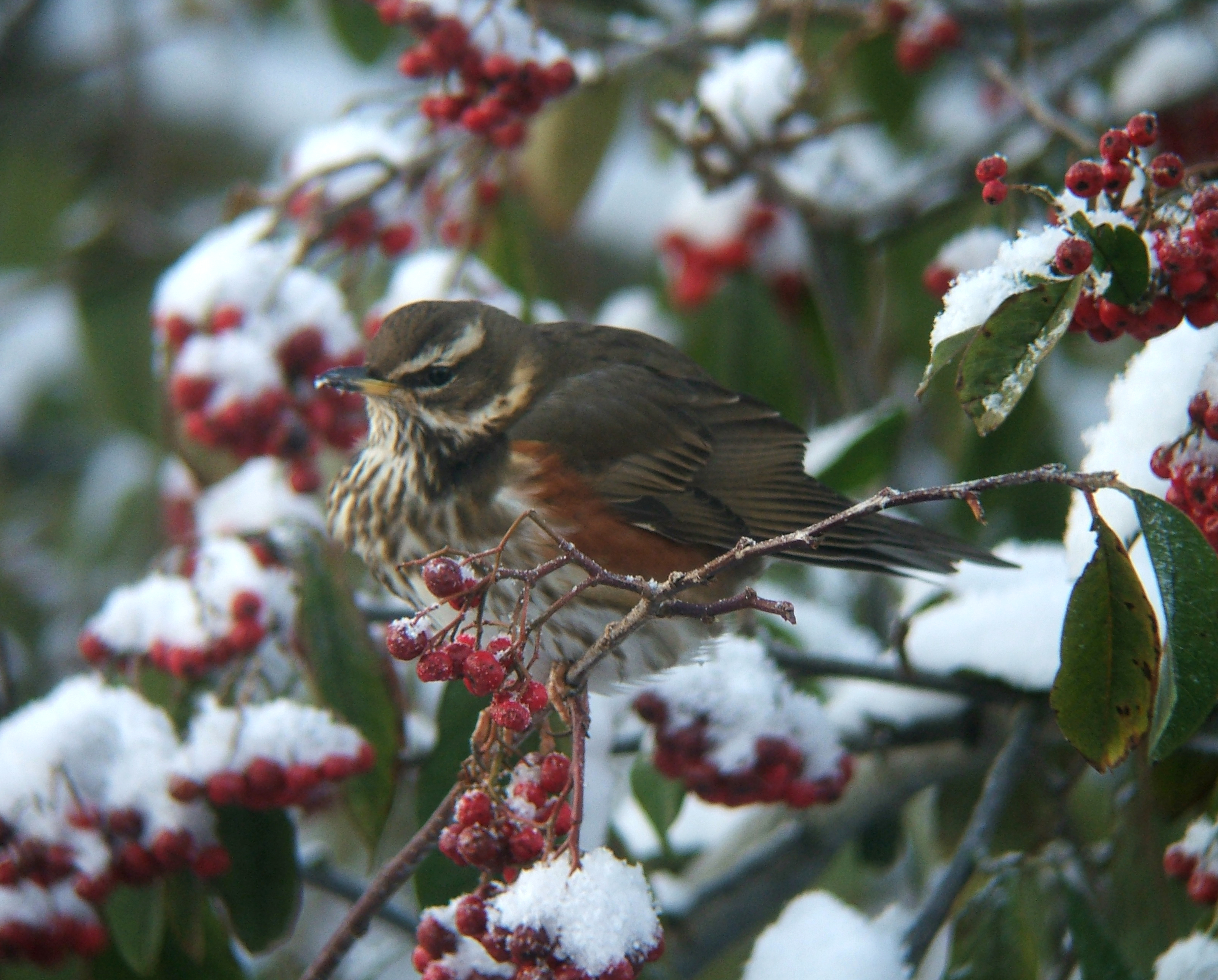